# 亚神大学
亞神大學（：／），2021年7月前為亚细亚联合神学大学（／），是大韩民国京畿道杨平郡的福音派私立大学。英文名的ACTS縮略自，跟使徒行传（acts）相同。

## 科系
- 神学科（신학과）
- 宣教学科（선교학과）
- 基督教教育（기독교교육）
- 宣教英語（선교영어）

## 外部
- 官方网站